# John of Gaunt, 1. Duke of Lancaster

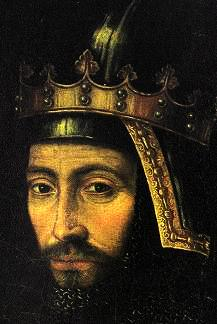
John of Gaunt, Duke of Lancaster

John of Gaunt, Duke of Lancaster KG – deutsch Johann von Gent, Herzog von Lancaster, französisch Jean de Gand – (* 6. März 1340 in Gent; † 3. Februar 1399 in Leicester) war von 1362 bis zu seinem Tod Duke of Lancaster. Er begründete das Haus Lancaster, das mit seinem Sohn Heinrich erstmals den englischen König stellte. John entstammte dem ursprünglich französischen Adelsgeschlecht der Anjou-Plantagenet, das seit Heinrich II. die englischen Könige stellte; das Haus Lancaster war also eine Seitenlinie des Hauses Plantagenet.
John of Gaunt war der dritte überlebende Sohn König Eduards III. von England (1312–1377) und dessen Ehefrau Philippa von Hennegau (1311–1369). Seine weiteren Titel lauteten Ritter des Hosenbandordens, Lord High Steward of England, Herzog von Aquitanien bzw. Herzog von Guyenne, Earl of Derby, Earl of Lincoln, Earl of Richmond, Earl of Leicester, Lord of Bergerac & Roche-sur-Yon, Lord of Beaufort & Nogent und König von Kastilien. Der Namenszusatz Gaunt (Gent) leitet sich von seinem Geburtsort Gent in der Grafschaft Flandern ab.

## Leben

### 1340 bis 1370
Obwohl seine Kindheit und Jugend vom Hundertjährigen Krieg zwischen England und Frankreich (1337–1453) und dem verheerenden Ausbruch der Pest (in England 1348/49) überschattet war, wuchs John of Gaunt in harmonischen Familienverhältnissen auf. Im Haushalt seines von ihm verehrten älteren Bruders Edward of Woodstock (1330–1376) erhielt er bereits als Kind eine ritterliche Ausbildung. Er erlebte im Alter von zehn Jahren die Seeschlacht von Winchelsea, mit fünfzehn erhielt er seinen Ritterschlag, und als Neunzehnjähriger kommandierte er erstmals eine eigene Truppe während eines zermürbenden Winterfeldzuges in der Normandie.
Gemäß der Heiratspolitik seines Vaters vermählte sich John 1359 mit seiner Verwandten Blanche of Lancaster (1341–1368) in der Abtei Reading. Seine Braut war eine der beiden Erbtöchter von Henry of Grosmont, 1. Duke of Lancaster (1306–1361), der wiederum aus einer auf Heinrich III. (1207–1272) zurückzuführenden Nebenlinie der Plantagenets stammte. John erhielt nach dem Tod seines Schwiegervaters die Hälfte von dessen Ländereien, womit er das meiste Land im englischen Norden besaß, einschließlich der Titel Earl of Lancaster und 14. Baron von Halton. Durch den Tod von Blanches mit Wilhelm I. von Bayern verheirateter, aber kinderloser Schwester Maud (1339–1362) erbte er auch die andere Hälfte des Nachlasses seines Schwiegervaters.
Von seinem Vater Eduard III. am 13. November 1362 zum Duke of Lancaster erhoben, galt John of Gaunt seitdem als nach dem König größter Landeigner in England, dem als reichstem der englischen Lords schließlich 30 Schlösser und ausgedehnte Ländereien in England und Frankreich gehörten. Bald übertraf er sowohl seinen Vater als auch seinen älteren Bruder in seiner Vorliebe für Prunk und Pracht, sein Hofstaat war in Ausmaß und Organisation mit dem des Königs vergleichbar, und die Schönheit seiner Paläste wurde legendär. Besonders ausgeprägt war die Leidenschaft des Herzogs für Glasfenster sowie für Skulpturen und Reliefs aus Alabaster. Ebenso zählte der bedeutendste Dichter des englischen Mittelalters, Geoffrey Chaucer (1340–1400), zu den Klienten und Freunden Lancasters.
Nachdem die erste Phase des Hundertjährigen Kriegs mit dem Vertrag von Brétigny 1360 geendet hatte, begannen 1367 Engländer und Franzosen erneut ihre Kriegshandlungen, indem beide sich in den Bürgerkrieg in Kastilien zwischen dem entmachteten König Peter dem Grausamen (1334–1369) und dessen Halbbruder Heinrich von Trastamara (1334–1379) einmischten. Die Engländer zogen als Verbündete Peters unter dem Kommando des Schwarzen Prinzen und seines jüngeren Bruders John über die Pyrenäen und schlugen am 3. April 1367 in der Schlacht von Nájera die verbündete kastilisch-französische Armee. Trotz seiner herausragenden, besonders hervorgehobenen Verdienste in dieser Schlacht erlangte der Herzog – im Gegensatz zum König und dem Schwarzen Prinzen – nie den Status eines Kriegshelden. Stattdessen erlitt er häufig seinen Ruf schädigende militärische Niederlagen. Allerdings blieb die Schlacht von Nájera für lange Zeit der letzte bedeutende Erfolg der Engländer; erst in der Schlacht von Azincourt im Jahr 1415 erlangten sie unter Johns Enkel Heinrich V. den nächsten bedeutenden Sieg über die Franzosen.

Wappen Johanns von Gent als kastilischer Thronanwärter

### 1370 bis 1377
Der Sieg seiner englischen Verbündeten ermöglichte es Peter, für knapp zwei Jahre auf den Thron Kastiliens zurückzukehren. Zusätzlich wurde das englisch-kastilische Bündnis mit dem Eheversprechen zwischen Peters jüngerer Tochter Isabella (1355–1392) und einem jüngeren Sohn Eduards III, Edmund of Langley, 1. Duke of York (1341–1402), gefestigt. Nachdem Peter 1369 erneut vom Thron gestürzt und danach von seinem Halbbruder eigenhändig ermordet worden war, gelangte im Gefolge Isabellas auch deren ältere Schwester Konstanze (1354–1394) an den englischen Hof.
Weil bereits 1369 ein Versuch des inzwischen verwitweten Herzogs von Lancaster, die Erbin Margarete von Flandern (1350–1405) zu ehelichen, nur am Veto des mit dem französischen König Karl V. (1338–1380) verbündeten Papstes Urban V. (1310–1370) gescheitert war, entschloss sich Lancaster im Jahr 1371 aus politischem Kalkül, Konstanze zu ehelichen und ihren Thronanspruch auf die Krone Kastiliens zu übernehmen. Bereits zu dieser Zeit führte er mit der verwitweten ehemaligen Hofdame seiner ersten Frau Blanche, der Flämin Catherine Swynford, geborene de Rouet (1350–1403), eine feste Lebenspartnerschaft. Catherine war außerdem die Schwägerin des Dichters Geoffrey Chaucer, der mit ihrer Schwester Philippa de Rouet († 1387) verheiratet war.
Da der Schwarze Prinz Anfang der 1370er Jahre schwer erkrankte und Eduard III. nach dem Tod seiner Frau geistig und körperlich verfiel, musste der Duke of Lancaster als Vorsitzender des Kronrates die militärische Führung und politische Verantwortung in einer für England schwierigen Zeit übernehmen. Diese umfangreichen Aufgaben konnte er kaum bewältigen.
Er begann im Juli 1373 einen Beute- und Verwüstungsfeldzug durch Frankreich, wobei er versuchte, direkte Kampfhandlungen mit dem Heer des gefürchteten Connétables Bertrand du Guesclin (1320–1380) zu vermeiden. Jedoch erlitten die nach Aquitanien vordringenden Engländer enorme Verluste in ihren Scharmützeln mit lokalen französischen Rittern und in Gefechten mit der Armee Philipps des Kühnen, Herzog von Burgund (1342–1405), jüngerer Bruder des französischen Königs und Ehemann der Margarete von Flandern. Bereits 1374 hatten die Engländer die meisten ihrer Gebiete in Frankreich verloren; sie kontrollierten nur noch Calais und kleine Teile Aquitaniens, ebenso konnte ihre Flotte nicht mehr die Vorherrschaft im Ärmelkanal behaupten. Dies bedeutete, dass alle infolge der militärischen Siege von Crécy (1346) und Maupertuis/Poitiers (1356) gewonnenen Gebiete verloren gegangen bzw. alle Regelungen des Vertrages von Brétigny (1360) zunichte geworden waren.
Ebenso wenig konnte sich Lancaster gegen skrupellose und machtgierige Höflinge seines zunehmend regierungsunfähig werdenden Vaters durchsetzen. Es gelang ihm auch nicht, Eduard III. dem Einfluss seiner verschwendungssüchtigen Mätresse Alice Perrers († nach 1377) zu entziehen, die – neben den hohen Steuern – mit ihrer extravaganten Hofhaltung den finanziellen Ruin Englands beschleunigte. Dass John of Gaunt grundsätzlich für das Versagen der Regierung und für militärische Rückschläge in den 1370er Jahren öffentlich verantwortlich gemacht wurde, vereinfachte seine Lage nicht. Die politische Krise verschlimmerte sich außerdem durch die 1374/75 in England grassierende Pestwelle und zunehmende Einfälle der Schotten in den Norden Englands. Des Weiteren empfanden große Teile der englischen Bevölkerung den frühen Tod des dahinsiechenden Schwarzen Prinzen (1376) und den bald darauf folgenden Tod seines Vaters (1377) als Strafe Gottes für deren Politik. Lancaster stieg derweil 1376/77 zur zentralen Figur der königlichen Regierung auf. Er musste sich mit dem „guten Parlament“ auseinandersetzen, in dem 60 Abgeordnete der Städte und 74 Landedelleute der Grafschaften im Unterhaus vereint waren, die energisch und mit Hilfe des Oberhauses die Ahndung und Wiedergutmachung von 164 Rechtsverletzungen forderten.

### 1377 bis 1386
Um den über enorme Privateinnahmen verfügenden, aber in breiten Teilen der Bevölkerung unbeliebten Herzog von Lancaster bildete sich während der Minderjährigkeit seines Neffen Richard II. (1367–1400) eine von ihm finanziell abhängige Gefolgschaft heraus, die ihm als Gegenleistung half, seinen Einfluss abzusichern und so zeitweilig de facto zum Machthaber Englands aufzusteigen. Allerdings wurde der Herzog, der konsequent die Rechte der Krone gegen Forderungen des Parlaments – insbesondere gegen das „gute Parlament“ von 1376 – verteidigt hatte, nicht zum offiziellen Regenten des minderjährigen Königs bestimmt. Da er als ältester noch lebender Sohn Eduards III. nicht vollständig übergangen werden konnte, gestattete man ihm und Richards Mutter Joan of Kent (1329–1385), im Hintergrund zu wirken, während das politische Alltagsgeschäft einem königlichen Rat mit wechselnden Mitgliedern überlassen wurde. Lancaster leugnete eigene Machtambitionen und unterstützte im Wesentlichen seinen Neffen. Die ihm angelastete Absicht zur Usurpation der Krone war eine gezielte, bisher nicht belegte Unterstellung des ihm misstrauisch gesinnten Parlaments.
Die Fortführung des festgefahrenen Krieges, die Verteidigung von Calais und der verbliebenen Teile Aquitaniens, die Schuldenpolitik Eduards III., die Einfälle der Schotten in den Norden Englands und die Folgen der Pest erforderten immer höhere Steuern. Da der französische König Karl V. sich mit Hilfe der Seemacht Kastilien eine schlagkräftige Flotte schuf, befürchteten viele Engländer eine baldige französische Invasion. 1380 scheiterten Lancasters Versuche, die Hafenstadt Saint-Malo zu erobern. Als besonders verhängnisvoll erwies sich jedoch seine 1381 initiierte und im Parlament durchgesetzte Kopfsteuer für alle Männer und Frauen über 14 Jahre. Diese allgemeine Kopfsteuer wollten und konnten die seit 1360 infolge der restriktiven Gesetze Eduards III. verarmten Bauern und Handwerker nicht leisten. Die Unzufriedenen sammelten sich unter Führung des Dachdeckers und Kriegsveteranen Wat Tyler, der zur Abschaffung der Leibeigenschaft, des Frondienstes und der Gerichtsgewalt der Lords aufrief. Am 13. Juni 1381 besetzten die Aufständischen London, sie zerstörten Lancasters Savoy Palace und töteten die Bediensteten. Der junge Henry of Bolingbroke (1367–1413), Lancasters ältester Sohn, konnte nur durch den mutigen Einsatz eines Ritters der Lynchjustiz der Bauern entkommen. Der verhasste Herzog jedoch weilte zum Zeitpunkt des Bauernaufstands nicht in London. Er hielt sich im englischen Norden und Schottland auf, wo er mit schottischen Adeligen Verhandlungen zur Beilegung von Grenzstreitigkeiten führte.
Es gelang Richard II., den Rebellenführer zu überlisten, der während der gemeinsamen Verhandlungen am 15. Juni 1381 unter unklaren Umständen getötet wurde. Seines Führers beraubt, brach der Aufstand bald darauf zusammen. Richard II. begann danach, die Vorherrschaft seines Onkels allmählich zu überwinden, zunehmend gewannen seine Günstlinge Einfluss auf die englische Politik. John of Gaunt widersetzte sich deren Herrschaft, er beteiligte sich am politischen Aufruhr der Magnaten, doch war er vorsichtig genug, sich nicht offen als Gegner des Königs und seiner Günstlinge zu zeigen.
Ungeklärt dagegen sind die Gründe, die John of Gaunt bewogen, die vorreformatorische Bewegung des Oxforder Professors John Wyclif († 1384) zu unterstützen. Es steht nur fest: Der Schutz des mächtigen Herzogs sicherte das Leben des Theologen und Philosophen vor Angriffen der katholischen Kirche und ermöglichte ihm das schnelle Verbreiten seiner Lehre, die letztlich auch die Aufständischen um Wat Tyler beeinflusst hatte. Während des 14. Jahrhunderts lebten die Anhänger John Wyclifs, die Lollarden, sicher in England, erst nach 1400 verschlechterte sich ihre Situation. So wurde Wyclif 1415 auf dem Konzil zu Konstanz postum als Ketzer verurteilt und die Exhumierung seiner Gebeine angeordnet, die 1428 schließlich durchgeführt wurde. Ob der Libertin John of Gaunt ernstlich eine Reform der katholischen Kirche befürwortete, ob er nur den weltlichen Einfluss des Papstes und der Bischöfe einschränken wollte oder nur nach den Ländereien des Klerus trachtete, ist bisher spekulativ geblieben.

### 1386 bis 1399

Wappen von John of Gaunt, als er seinen Thronanspruch auf Kastilien und Leon geltend machte.

Um seinen Anspruch auf die Nachfolge des „grausamen“ Königs Peter durchzusetzen, begann John of Gaunt zu Ostern 1386 eine militärische Expedition gegen das mit Frankreich verbündete Kastilien, die sich als wenig günstig für die englischen Interessen erwies. Nach anfänglichen Erfolgen – es gelang ihm, Galicien zu besetzen – kam der Eroberungsfeldzug zum Erliegen. Nachdem der Herzog im Juni/Juli 1387 seinen Rivalen Johann I. von Kastilien (1358–1390) als König anerkannt hatte, musste er ohne greifbares Ergebnis die Reste seiner Armee nach England zurückschicken. Der Konflikt zwischen dem Haus Burgund-Ivrea, dessen Anspruch Lancaster vertrat, und dem Haus Trastámara wurde jedoch 1388 diplomatisch beendet, indem sich der damalige Infant Heinrich (1379–1406) mit John of Gaunts Tochter Katharina (1373–1418) vermählte.
Während der Abwesenheit Lancasters formierte sich 1387 eine Opposition der Lords gegen die Herrschaft Richards II., die England an den Rand eines Bürgerkrieges brachte. Der König war deshalb gezwungen, seine Macht mit fünf Lords zu teilen, den so genannten Appellanten, zu denen Richards Onkel Thomas of Woodstock, Herzog von Gloucester (1355–1397), Richards Cousin bzw. Lancasters Sohn Henry of Bolingbroke, Richards Jugendfreund Thomas Mowbray, späterer 1. Herzog von Norfolk (1366–1399), Thomas de Beauchamp, 12. Earl of Warwick (1339–1401) und Richard FitzAlan, 11. Earl of Arundel (1346–1397) gehörten. Nach seiner erst 1389 erfolgten Rückkehr gelang es Lancaster, den König mit allen ihm feindlich gesinnten Appellanten auszusöhnen und Frieden mit Frankreich zu schließen. Aus diesem Grund initiierte John of Gaunt 1396 die Ehe zwischen Richard II. und Isabella von Frankreich (1389–1409). Jedoch war sein Einsatz für den Frieden mit Frankreich nicht nur politisch begründet, er verfolgte damit auch dynastische Ziele, da er die Interessen seiner Töchter Philippa, Königin von Portugal, und Katharina, Königin von Kastilien und Leon, schützen wollte. In den 1390er Jahren leitete Lancasters Friedenspolitik eine Periode relativer Stabilität ein. England erholte sich wirtschaftlich, die rechtlichen Grundlagen des Zusammenlebens wurden wieder durchgesetzt und Lancaster bekam als Hauptverantwortlicher die ihm gebührende Achtung seiner Zeitgenossen.
Nach dem Tod seiner zweiten Frau Konstanze († 1394) heiratete John of Gaunt im Januar 1397 seine langjährige Mätresse Catherine Swynford. Dies sorgte für einen gesellschaftlichen Skandal, vor allem nachdem der Herzog im Februar 1397 die vier gemeinsamen Kinder vom Papst legitimieren ließ. Diese Kinder trugen seitdem den Namen „Beaufort“; sie selbst und ihre Nachkommen spielten im 15. Jahrhundert eine wichtige Rolle in der englischen Geschichte.
Richard II., der nach dem Tod seiner ersten Gattin Anne von Böhmen (1366–1394) immer unberechenbarer wurde, rächte sich 1397 an den Appellanten, indem er zuerst seinen Onkel Gloucester und den Earl of Arundel ermorden ließ, und später Mowbray und den Earl of Warwick auf Lebenszeit verbannte. 1398 wurde Henry of Bolingbroke für sechs Jahre außer Landes gewiesen. Lancasters Versuche, den Konflikt zu entschärfen und seinen Neffen umzustimmen, blieben erfolglos, da er bereits am 3. Februar 1399 infolge eines Herzinfarktes in Leicester verstarb. Er wurde an der Seite seiner ersten Gattin Blanche im Kirchenschiff der Londoner St Paul’s Cathedral in einem von Henry Yevele gestalteten Grab aus Elfenbein – ähnlich dem seines Sohnes in der Canterbury Cathedral – beigesetzt. Leider wurde dieses Grabmal während des Londoner großen Brandes von 1666 vernichtet.
Richard II. zog nach dem Tod des Herzogs dessen Vermögen für die Krone ein und verbannte dessen Sohn Heinrich (Henry of Bolingbroke), seinen Cousin, auf Lebenszeit. Dieser entschloss sich jedoch, nach England zurückzukehren, um sein Erbe zu beanspruchen. Die Ereignisse überschlugen sich dann, die Unzufriedenen schlossen sich Heinrich an. Das Parlament beschloss im September 1399, den König abzusetzen, und am 13. Oktober wurde er zum neuen König gekrönt. Der entmachtete Richard II. starb unter ungeklärten Umständen bereits im Februar 1400 auf Schloss Pontefract, Yorkshire. Mit ihm erlosch die Hauptlinie der Plantagenets und die Seitenlinie der Lancasters übernahm für die folgenden Jahrzehnte die Herrschaft.

## Genealogie

### Vorfahren
|  |                                           |  |  |  |  |  |  |  |  |  |  |  |  |
|  | Eduard I. von England (1239–1307)         |  |  |  |  |  |  |  |  |  |  |  |  |
|  |                                           |  |  |  |  |  |  |  |  |  |  |  |  |
|  |                                           |  |  |  |  |  |  |  |  |  |  |  |  |
|  | Eduard II. von England (1284–1327)        |  |  |  |  |  |  |  |  |  |  |  |  |
|  |                                           |  |  |  |  |  |  |  |  |  |  |  |  |
|  |                                           |  |  |  |  |  |  |  |  |  |  |  |  |
|  | Eleonore von Kastilien (1241–1290)        |  |  |  |  |  |  |  |  |  |  |  |  |
|  |                                           |  |  |  |  |  |  |  |  |  |  |  |  |
|  |                                           |  |  |  |  |  |  |  |  |  |  |  |  |
|  | Eduard III. von England (1312–1377)       |  |  |  |  |  |  |  |  |  |  |  |  |
|  |                                           |  |  |  |  |  |  |  |  |  |  |  |  |
|  |                                           |  |  |  |  |  |  |  |  |  |  |  |  |
|  | Philipp IV. von Frankreich (1268–1314)    |  |  |  |  |  |  |  |  |  |  |  |  |
|  |                                           |  |  |  |  |  |  |  |  |  |  |  |  |
|  |                                           |  |  |  |  |  |  |  |  |  |  |  |  |
|  | Isabelle de France (1292–1358)            |  |  |  |  |  |  |  |  |  |  |  |  |
|  |                                           |  |  |  |  |  |  |  |  |  |  |  |  |
|  |                                           |  |  |  |  |  |  |  |  |  |  |  |  |
|  | Johanna I. von Navarra (1273–1305)        |  |  |  |  |  |  |  |  |  |  |  |  |
|  |                                           |  |  |  |  |  |  |  |  |  |  |  |  |
|  |                                           |  |  |  |  |  |  |  |  |  |  |  |  |
|  | John of Gaunt (1340–1399)                 |  |  |  |  |  |  |  |  |  |  |  |  |
|  |                                           |  |  |  |  |  |  |  |  |  |  |  |  |
|  |                                           |  |  |  |  |  |  |  |  |  |  |  |  |
|  | Johann von Avesnes (1248–1304)            |  |  |  |  |  |  |  |  |  |  |  |  |
|  |                                           |  |  |  |  |  |  |  |  |  |  |  |  |
|  |                                           |  |  |  |  |  |  |  |  |  |  |  |  |
|  | Wilhelm III. von Holland (1286–1337)      |  |  |  |  |  |  |  |  |  |  |  |  |
|  |                                           |  |  |  |  |  |  |  |  |  |  |  |  |
|  |                                           |  |  |  |  |  |  |  |  |  |  |  |  |
|  | Philippa von Luxemburg (1252–1311)        |  |  |  |  |  |  |  |  |  |  |  |  |
|  |                                           |  |  |  |  |  |  |  |  |  |  |  |  |
|  |                                           |  |  |  |  |  |  |  |  |  |  |  |  |
|  | Philippa von Hennegau (1311–1369)         |  |  |  |  |  |  |  |  |  |  |  |  |
|  |                                           |  |  |  |  |  |  |  |  |  |  |  |  |
|  |                                           |  |  |  |  |  |  |  |  |  |  |  |  |
|  | Karl I. von Valois (1270–1325)            |  |  |  |  |  |  |  |  |  |  |  |  |
|  |                                           |  |  |  |  |  |  |  |  |  |  |  |  |
|  |                                           |  |  |  |  |  |  |  |  |  |  |  |  |
|  | Johanna von Valois (1294–1342)            |  |  |  |  |  |  |  |  |  |  |  |  |
|  |                                           |  |  |  |  |  |  |  |  |  |  |  |  |
|  |                                           |  |  |  |  |  |  |  |  |  |  |  |  |
|  | Marguerite von Anjou-Sizilien (1273–1299) |  |  |  |  |  |  |  |  |  |  |  |  |
|  |                                           |  |  |  |  |  |  |  |  |  |  |  |  |
|  |                                           |  |  |  |  |  |  |  |  |  |  |  |  |

### Ehen und Nachkommen
- Erste Ehe (1359) mit Blanche of Lancaster (* 25. März 1341; † 12. September 1368)

1. Philippa (1360–1415), ⚭ 1387 Johann I. von Portugal (1357–1433)
Ihre bekanntesten Söhne waren Eduard I. (1391–1438) und Heinrich der Seefahrer (1394–1460), der die Entdeckungsfahrten entlang der westafrikanischen Küste initiierte und die portugiesische See- und Kolonialmacht begründete.
2. John (* 1362–1364; † 1365)
3. Elizabeth (1364–1425) war dreimal mit englischen Hochadligen verheiratet, wobei ihr zweiter Ehemann John Holland, 1. Duke of Exeter (1352–1400) ein Sohn der Joan of Kent und somit ein älterer Halbbruder Richards II. war.
Einer ihrer Söhne – John Holland, 2. Duke of Exeter (1395–1447) – war ein Militärführer während des Hundertjährigen Krieges, ihr Enkel Henry Holland, 3. Duke of Exeter (1430–1475) war ein Militärführer während der Rosenkriege.
4. Edward (* 1364/65; † 1368)
5. John (* vor dem 4. Mai 1366; † 1367)
6. Heinrich IV. (1367–1413), König von England ⚭ 1380 Mary de Bohun (1369–1394) (Haus Bohun)
Er bestieg 1399 den englischen Thron und begründete die Dynastie Lancaster. Ihm folgte sein Sohn Heinrich V., der 1415 die Kriegshandlungen gegen Frankreich wieder aufnahm. Im Jahre 1471 erlosch mit dem Tod Heinrichs VI. und Edward of Westminster (1453–1471) das Haus Lancaster.
7. Isabelle (* 1368; † im Säuglingsalter)
- Zweite Ehe (1371) mit Konstanze von Kastilien (1354–1394):

1. Katharina (Catalina) Plantagenet (* 31. März 1373; † 2. Juni 1418) ⚭ 1388 Heinrich III. von Kastilien (* 4. Oktober 1379; † 25. Dezember 1406)
Die 1388 geschlossene Ehe zwischen Katharina – Enkelin Peters des Grausamen aus dem Haus Burgund-Ivrea – und Heinrich – Enkel von Heinrich II. aus dem Haus Trastámara – beendete den kastilischen Bürgerkrieg. Katharina wurde 1390 zur Königin von Kastilien und Leon gekrönt und besaß während der Minderjährigkeit ihres Sohnes Johann II. (1405–1454) großen Einfluss auf die Politik Kastiliens. Ihre Enkelin war die bedeutende Isabella von Kastilien (1451–1504), die gemeinsam mit ihrem Gatten Ferdinand von Aragon (1452–1516) die Einigung Spaniens vollzog. Deren gemeinsame Tochter war Katharina von Aragon (1485–1536), die als erste Gattin Heinrichs VIII. (1491–1547) Königin von England war.
2. John Plantagenet (* 1372; † 1375)
- Dritte Ehe (1397) mit seiner langjährigen Mätresse Catherine Swynford (* um 1350; † 10. Mai 1403)

Ihre ursprünglich illegitimen, 1397 legitimierten, aber von der Thronfolge ausgeschlossenen Kinder begründeten das Haus Beaufort:
1. John Beaufort, 1. Earl of Somerset (* 1373; † 16. März 1410) ⚭ Margaret Holland (1385–1429) ist der Stammvater der heutigen Familie des Herzogs von Beaufort.
Seine Tochter Joan Beaufort (1406–1445) war Gattin des schottischen Königs James I. (1394–1437) und stellte sich während der Minderjährigkeit ihres Sohnes James II. (1430–1460) den Ansprüchen diverser Adelsgruppen entgegen.
Johns Enkelin Margaret Beaufort (1443–1509) heiratete den Sohn von Owen Tudor (1400–1461) und Katharina von Valois (1401–1437), den Halbbruder Heinrichs VI. – Edmund Tudor (1430–1456). Edmund und Margaret sind die Eltern des ersten Tudor-Königs Heinrichs VII. (1457–1509), der die Herrschaft der Tudor (1485–1603) in England begründete.
2. Kardinal Henry Beaufort (* 1375; † 11. April 1447) war von 1422 bis 1426 Regent für den minderjährigen König Heinrich VI. und fungierte seit 1427 als päpstlicher Legat für Deutschland, Böhmen und Ungarn. Er versuchte vergebens einen Feldzug gegen die Hussiten zu organisieren.
3. Thomas Beaufort, 1. Duke of Exeter (* 1377; † 31. Dezember 1426) ⚭ Margaret Neville, Admiral der englischen Flotte
4. Joan Beaufort, Countess of Westmorland (* 1379; † 13. November 1440) ⚭ (1) Robert de Ferrers, 2. Baron Ferrers of Wemme († 1396); ⚭ (2) Ralph Neville, 1. Earl of Westmorland (1364–1425)
Sie ist einerseits die Großmutter der beiden York-Könige Eduard IV. (1442–1483) und Richard III. (1452–1485), andererseits auch die des einflussreichen Königsmachers Richard Neville, 16. Earl of Warwick (1428–1471). Außerdem war Joan die Urgroßmutter von Henry Stafford, 2. Duke of Buckingham (1455–1483), den einige Historiker für den Mörder der Söhne Eduards IV., der so genannten „kleinen Prinzen“ halten. Diese – Eduard V. (1470–1483) und Richard of Shrewsbury, 1. Duke of York (1473–1483) – sowie ihre Schwester Elisabeth (1466–1503) waren ebenfalls Urenkel der Joan Beaufort und die letzten Vertreter des Hauses York. Elisabeth heiratete 1486 den Erben des Hauses Lancaster, Heinrich VII., und begründete mit ihm die Dynastie Tudor. Ihr gemeinsamer Sohn war Heinrich VIII. (1491–1547).
- Aus der Beziehung mit Marie de St. Hillaire stammt die Tochter:

1. Blanche Plantagenet (* 1359; † 1388) ⚭ Thomas Morieux

### Thronanspruch des Hauses Lancaster
Heinrich IV., der erste König aus der Dynastie Lancaster, baute seinen Thronanspruch auf zwei Überlegungen auf:
1. Sein ältester Onkel Lionel von Antwerpen, Herzog von Clarence (1338–1368) hatte nur eine Tochter, Philippa Plantagenet, 5. Countess of Ulster (1355–1382), die mit Edmund Mortimer, 3. Earl of March (1352–1381) verheiratet wurde. Ihr gemeinsamer Sohn Roger Mortimer, 4. Earl of March (1374–1398), der von Richard II. zum Thronfolger ernannt wurde, war bereits tot, die Thronansprüche seines noch minderjährigen Sohnes Edmund Mortimer, 5. Earl of March (1391–1425) wurden sowohl von Heinrich IV. als auch vom Parlament übergangen.
2. Da sein Vater John of Gaunt älter war als Edmund of Langley, Herzog von York (1341–1402) und Thomas of Woodstock, Herzog von Gloucester (1355–1397) begründete Heinrich IV. seinen Thronanspruch als Prätendent der älteren agnatischen Linie. Dies war ein erstaunlicher politischer Bewusstseinswandel, dessen Widerspruch seinen Zeitgenossen nicht verborgen blieb, vor allem nachdem Heinrich V. (1387–1422) sich entschloss, den Hundertjährigen Krieg fortzusetzen, der ja letztlich auf den über eine Frau, Isabella von Frankreich (1292–1358), vermittelten Erbanspruch auf die Krone Frankreichs basierte.
Anne Mortimer (1390–1411), die Schwester des letzten Mortimers Edmund, ehelichte 1406 Richard of Conisburgh, 1. Earl of Cambridge (1375–1415), den jüngeren Sohn des Herzogs von York. Mit ihrem Sohn Richard (1411–1460), seit 1425 3. Herzog von York, entstand dem englischen König Heinrich VI. (1421–1471) ein politischer Gegner, der seine Thronansprüche sowohl über Lionel von Antwerpen als auch über seine direkte agnatische Abstammung von Eduard III. begründen konnte. Nach dem Ende des Hundertjährigen Krieges (1453) entzündete sich 1455 der schwelende Konflikt des Hochadels in offene Kriegshandlungen. Diese Rosenkriege, die ihren Namen den Wappen der Kontrahenten verdankten, endeten 1485 mit der Thronbesteigung Heinrichs VII. (1457–1509) aus dem Haus Tudor. Die bekannte Tudorrose symbolisierte schließlich die Vereinigung der roten Rose des Hauses Lancaster mit der weißen Rose des Hauses York.

## Kultur
- Es wird spekuliert, dass der Poet Geoffrey Chaucer, Freund und Klient von John of Gaunt, sein Book of the Duchess – das Buch der Herzogin – für dessen früh verstorbene Gattin Blanche of Lancaster schrieb und ihr widmete, weil dieses Gedicht nicht nur einen „schwarzen Ritter“, sondern auch eine „weiße Lady“ beinhaltet, was als Allegorie zu Blanche interpretiert werden kann. Am Ende des Gedichts findet sich ein Rückbezug auf die Ehe zwischen John und Blanche, indem der Klang ihrer Titel Lancaster und Richmond als „long castle“ (Zeile 1318) und „riche hil“ (Zeile 1319) aufnimmt. Als alternative Interpretation könnte „long castel“ auch auf Konstanze von Kastilien und die heraldischen Arme Kastiliens anspielen.
- In William Shakespeares Stück Richard II. ist die berühmte Englandrede dem sterbenden John of Gaunt gewidmet.

This royal throne of kings, this scepter'd isle,
This earth of majesty, this seat of Mars,
This other Eden, demi-paradise,
This fortress built by Nature for herself
Against infection and the hand of war,
This happy breed of men, this little world,
This precious stone set in the silver sea,
Which serves it in the office of a wall,
Or as a moat defensive to a house,
Against the envy of less happier lands,
This blessed plot, this earth, this realm, this England,
This nurse, this teeming womb of royal kings,
Fear'd by their breed and famous by their birth.
—Act II, scene i, 42–54
The Tragedy of King Richard II bei
- Rebecca Gablé gibt dem Herzog von Lancaster in ihrem historischen Roman Das Lächeln der Fortuna eine zentrale Rolle, in der er mit viel Sympathie, aber historisch korrekt, porträtiert wird.
- Im Zentrum Lancasters gibt es einen Pub mit dem Namen The John O’Gaunt, bekannt für seinen live Jazz und seine große Auswahl an Whiskeysorten. Weiterhin trägt ein Verwaltungsbezirk der Stadt den Namen.